# William Robert Graham
William Robert Graham (né le 15 juin 1937) est un physicien américain. Il a été président du Comité consultatif général du président Ronald Reagan sur le contrôle des armements de 1982 à 1985, administrateur adjoint puis administrateur de la NASA par intérim en 1985 et 1986, ainsi que directeur du Bureau de la politique scientifique et technologique de la Maison-Blanche et conseiller scientifique du président Reagan de 1986 à 1989. Par la suite, il a exercé des fonctions exécutives dans des entreprises liées à la sécurité nationale.
Né à San Antonio, au Texas, Graham a obtenu un baccalauréat ès sciences en physique avec mention de la California Institute of Technology en 1959. Il a également obtenu une maîtrise en sciences de l’ingénieur en 1961, puis un doctorat en génie électrique en 1963, tous deux de l’Université Stanford.
Graham a effectué trois années de service actif en tant qu’officier de projet à l'Air Force Research Laboratory sur la base aérienne de Kirtland, à Albuquerque, Nouveau-Mexique, où il dirigeait un groupe de recherche expérimentale et théorique sur la survivabilité des systèmes stratégiques. Il a ensuite passé six années à la Rand Corporation, à Santa Monica, en Californie, avant de co-fonder l'entreprise R&D Associates en 1971.
En 1980, Graham fut conseiller du candidat à la présidence Ronald Reagan et membre de l'équipe de transition du président élu. De 1982 à 1985, il occupa la fonction de président du Comité consultatif général sur le contrôle des armements et le désarmement, après avoir été nommé par le président et confirmé par le Sénat en 1982. À ce poste, il supervisa la rédaction du rapport intitulé « Un quart de siècle de pratiques de conformité soviétiques en matière de contrôle des armements : 1958-1983 », remis au président et au Congrès en 1984.
Le 12 septembre 1985, Graham fut nommé par le président Reagan au poste d’administrateur adjoint de la NASA. Il fut confirmé par le Sénat des États-Unis le 18 novembre, puis prêté serment le 25 novembre 1985. Du 4 décembre 1985 au 11 mai 1986, Graham occupa la fonction d’administrateur de la NASA par intérim à la suite de la démission de James M. Beggs. C’est sous sa direction intérimaire que la navette spatiale Challenger fut lancée dans des conditions de froid extrême, provoquant la défaillance des joints toriques des propulseurs d’appoint à poudre et entraînant la destruction de l'engin spatial.
Graham quitta la NASA le 1ᵉʳ octobre 1986 pour devenir directeur du Bureau de la politique scientifique et technologique de la Maison-Blanche (OSTP). Il prêta serment à ce poste le 16 octobre 1986, assumant simultanément les fonctions de conseiller scientifique du président Reagan. Il conserva ces fonctions jusqu’en juin 1989, date à laquelle il quitta le service public pour rejoindre l’entreprise de haute technologie Jaycor, basée à San Diego, en Californie. Il fut ensuite président-directeur général de la société National Security Research, Inc. de 1997 à 2005.
Graham a également été consultant auprès du bureau du secrétaire à la Défense des États-Unis et a siégé dans de nombreux comités consultatifs nationaux et internationaux, notamment auprès de l’Académie nationale des sciences des États-Unis et du Conseil national de la recherche sur la guerre sous-marine, du Board on Army Science and Technology, du groupe de travail sur la vulnérabilité des systèmes stratégiques habités de l’Air Force Science Advisory Board, du groupe de travail conjoint américano-britannique sur les armes atomiques, du Scientific Advisory Group on Effects de la Defense Nuclear Agency, ainsi que des groupes de travail du Defense Science Board sur la vulnérabilité des systèmes. Il fut membre du Defense Science Board de 2001 à 2008, y dirigeant plusieurs études, et siégea également au Conseil consultatif sur la sécurité internationale du Département d'État des États-Unis de 2006 à 2008.
En 1998, Graham fut membre de la Commission Rumsfeld, chargée par le Congrès des États-Unis d’évaluer la menace des missiles balistiques contre les États-Unis. En 2000, il siégea à la Commission pour l’évaluation de la gestion et de l’organisation de la sécurité nationale dans l’espace, également mandatée par le Congrès. Il présida la Commission légale chargée d’évaluer la menace d'une attaque électromagnétique (EMP) contre les États-Unis de 2001 à 2008, laquelle publia plusieurs rapports, dont un intitulé « Infrastructures nationales critiques » en 2008.

## Avertissements sur l'EMP
Graham a averti à plusieurs reprises des dangers d’une attaque par impulsion électromagnétique nucléaire (EMP).
Lors d’une audition devant le Congrès en 2008, il affirma qu’environ 90 % de la population américaine pourrait périr à la suite d’une telle attaque : « Nous pensons que c’est un ordre de grandeur réaliste. Nous n’avons pas d’expérience d’une perte d’infrastructure dans un pays de 300 millions d’habitants, dont la plupart ne vivent pas de manière à subvenir eux-mêmes à leurs besoins alimentaires et autres. On peut revenir à une époque où les gens vivaient ainsi. Cela représenterait – 10 %, ce serait 30 millions de personnes – et c’est probablement l’ordre de grandeur dans lequel nous pourrions survivre en tant qu’économie essentiellement rurale ».
Dans un article publié en 2017, il alerta sur la menace stratégique que représenteraient les satellites nord-coréens capables de générer une attaque EMP, ainsi que sur l’ignorance généralisée concernant ce type de menace.